# Indywidualne Mistrzostwa Szwecji na Żużlu 2006
Indywidualne Mistrzostwa Szwecji na Żużlu 2006 – cykl turniejów żużlowych, mających wyłonić najlepszych żużlowców szwedzkich w sezonie 2006. Tytuł wywalczył Andreas Jonsson).

## Finał
- Motala, 5 sierpnia 2006

| Msc. | Zawodnik               | Klub           | Pkt     |             |  |
| ---- | ---------------------- | -------------- | ------- | ----------- |  |
| 1    | Andreas Jonsson        | Luxo Stars     | 14 +3   | (3,2,3,3,3) |  |
| 2    | Antonio Lindbäck       | Masarna Avesta | 12 +2   | (1,2,3,3,3) |  |
| 3    | Fredrik Lindgren       | Masarna Avesta | 12 +3+1 | (3,1,2,3,3) |  |
| 4    | Peter Karlsson         | Luxo Stars     | 14 +0   | (3,3,3,3,2) |  |
| 5    | Niklas Klingberg       | Vargarna       | 8 +2    | (1,3,1,2,1) |  |
| 6    | Peter Ljung            | VMS Elit       | 9 +1    | (2,2,3,0,2) |  |
| 7    | Magnus Zetterström     | Indianerna     | 9 +0    | (0,2,2,2,3) |  |
| 8    | Mikael Max             | Luxo Stars     | 7       | (1,0,2,2,2) |  |
| 9    | Freddie Eriksson       | Bajen Speedway | 6       | (0,3,2,1,0) |  |
| 10   | Thomas Johansson       | VMS Elit       | 5       | (w,3,0,1,1) |  |
| 11   | Daniel Davidsson       | Piraterna      | 5       | (3,1,1,w,–) |  |
| 12   | Sebastian Aldén        | Masarna Avesta | 5       | (2,0,1,2,0) |  |
| 13   | Rickard Sedelius       | Team Dalakraft | 4       | (2,0,0,1,1) |  |
| 14   | Stefan Dannö           | Bajen Speedway | 4       | (2,1,0,1,0) |  |
| 15   | Robert Eriksson        | Valsarna       | 3       | (0,0,1,w,2) |  |
| 16   | Andreas Lekander       | Team Bikab     | 2       | (1,1,0,0,0) |  |
|      | rez. Eric Andersson    | Smederna       | 1       | (1)         |  |
|      | rez. Robert Pettersson | Team Dalakraft | 0       | (0)         |  |

Bieg po biegu:
1. Jonsson, Ljung, Lindbäck, Zetterström
2. Davidsson, Sedelius, Max, F.Eriksson
3. Lindgren, Dannö, Klingberg, Johansson (u)
4. Karlsson, Alden, Lekander, R.Eriksson
5. F.Eriksson, Ljung, Dannö, Alden
6. Karlsson, Lindbäck, Lindgren, Max
7. Johansson, Zetterström, Lekander, Sedelius
8. Klinberg, Jonsson, Davidsson, R.Eriksson
9. Ljung, Max, R.Eriksson, Johansson
10. Lindbäck, F.Eriksson, Klingberg, Lekander
11. Karlsson, Zetterström, Davidsson, Dannö
12. Jonsson, Lindgren, Alden, Sedelius
13. Karlsson, Klingberg, Sedelius, Ljung
14. Lindbäck, Alden, Johansson, Pettersson (Davidsson 2 min)
15. Lindgren, Zetterström, F.Eriksson, R.Eriksson
16. Jonsson, Max, Dannö, Lekander
17. Lindgren, Ljung, Andersson, Lekander
18. Lindbäck, R.Eriksson, Sedelius, Dannö
19. Zetterström, Max, Klingberg, Alden
20. Jonsson, Karlsson, Johansson, F.Eriksson
21. Baraż o jedno miejsce w finale: Lindgren, Klingberg, Ljung, Zetterström
22. Finał: Jonsson, Lindbäck, Lindgren, Karlsson